# 396. strelska divizija (ZSSR)
396. strelska divizija (izvirno rusko 396. стрелковая дивизия; kratica 396. SD) je bila strelska divizija Rdeče armade v času druge svetovne vojne.

## Zgodovina
Divizija je bila ustanovljena septembra 1941 v Kusariju in uničena maja 1942 med bitko za Kerč. Pozneje je bila ponovno ustanovljena in vojno je končala v sestavi 2. armade.